# Jakob den rättfärdige

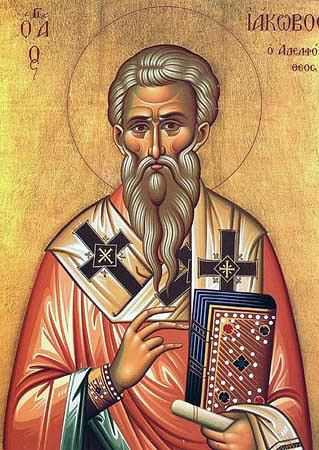
Jakob den rättfärdige

Jakob den rättfärdige, även omnämnd i Bibeln av Paulus som Jakob, Jesus bror eller Jakob, Herrens bror. Han stenades till döds år 62 av en judisk mobb i Jerusalem.

## Apostlamötet
Jakob var ledare för de tidiga kristna i Jerusalem, och förespråkade att de skulle leva och följa judisk lag, det vill säga Torah. Han var en av deltagarna i konciliet i Jerusalem år 49, och stod som motpol mot Paulus. Paulus linje segrade, vilket bland annat innebar att hednakristna inte skulle låta omskära sig. Jakobs anhängare kom att kallas för judekristna.